# Контрольный номер Библиотеки Конгресса
Контро́льный но́мер Библиоте́ки Конгре́сса (англ. Library of Congress Control Number, LCCN, первоначально — Library of Congress Catalog Card Number; допускается — Library of Congress) — контрольный номер Библиотеки Конгресса США, серийная система числовой (для изданий) или буквенно-цифровой (для персон и тем) каталогизации записей в Библиотеке Конгресса США, идентификатор базы данных и индикатор записи в американской национальной библиографии.

## История применения
Контрольная библиографическая нумерация в библиотеке введена с 1898 года, первоначально аббревиатура LCCN обозначала номер карточки в Библиотеке Конгресса США. В настоящее время этот термин используется как код в картотеке Библиотеки Конгресса, наряду с другими кодами.
Контрольный номер является уникальным для каждого отдельного издания. Используется библиотеками мира для каталогизации всех изданных американских книг. Контрольный номер записывается в виде двузначного (для 1898—2000 годов) или четырёхзначного (начиная с 2001 года) числа, обозначающего год издания, и шестизначного уникального цифрового идентификатора (который иногда отделяется дефисом). Нули в начале идентификатора могут опускаться. Номера изданий 1898, 1899, 1900, 1998, 1999, 2000 годов различают только по размеру (в старых они короче).
Библиотекари всего мира используют этот идентификатор при каталогизации большинства книг, которые опубликованы в США. Это помогает сделать их доступными в Интернете и других медиаплатформах.

## LCCN в системе библиокодификации
| Сокращение | Область применения         | Название параметра                     | Примечания                                                             |
| ---------- | -------------------------- | -------------------------------------- | ---------------------------------------------------------------------- |
| GND        | Люди, корпорации, субъекты | Gemeinsame Normdatei                   | Немецкая национальная библиотека (DNB) и другие европейские библиотеки |
| LCCN       | Люди                       | Контрольный номер Библиотеки Конгресса | Сейчас используется в проектах Викимедиа только для людей              |
| RSL        | Люди                       |                                        | Данные из Российской государственной библиотеки (РГБ)                  |
| VIAF       | Люди                       | Virtual International Authority File   | Международные данные от Online Computer Library Center (OCLC)          |